# 오시비엥침

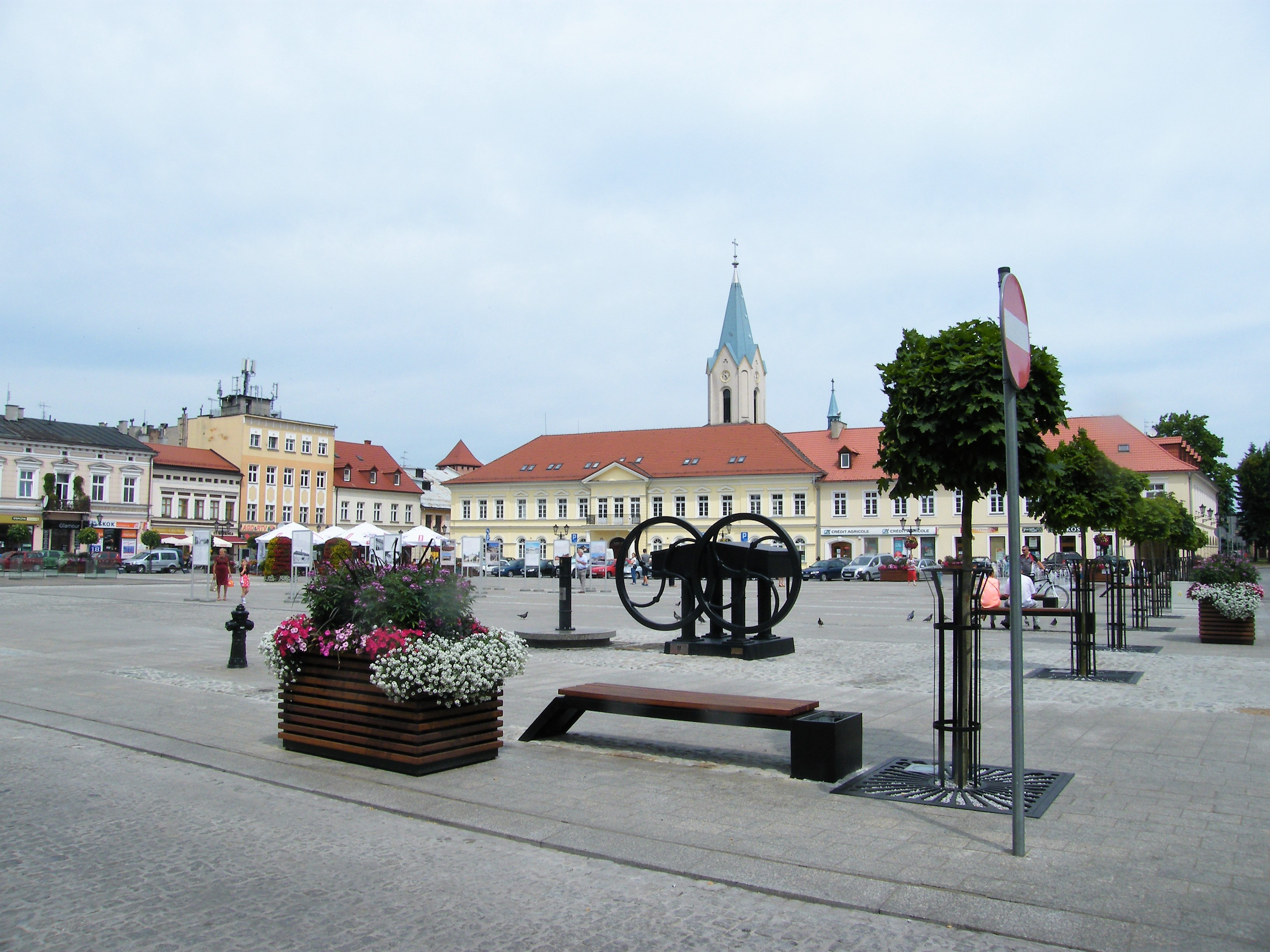
오시비엥침 시가지

오시비엥침(폴란드어: Oświęcim [ɔɕˈfʲjɛ̇̃ɲʨ̑ĩm] (도움말·정보), 독일어: Auschwitz 아우슈비츠[*], 이디시어: אָשְׁפִּיצִין, Oshpitizin, 문화어: 오슈벵찜)은 폴란드 남부 마워폴스카주에 위치한 도시로 인구는 약 43,000명(2001년 기준)이다. 크라쿠프에서 서쪽으로 50km 정도 떨어진 곳에 위치한다.
오시비엥침의 독일어 이름인 아우슈비츠는 제2차 세계 대전 때 만들어진 아우슈비츠 강제 수용소를 가리키는 데 사용되기도 한다.